# Абердінський університет
Абердінський університет (University of Aberdeen) — старовинний університет в Абердіні. Заснований у 1495 році, третій за віком університет Шотландії і п'ятий найстаріший в Британії. Сучасний Абердінський університет виник в 1860 році після злиття Королівського коледжу (King's College) зі Старого Абердіну та Коледжу Марішал заснованого у 1593 році, що розташовувався у новому Абердіні. Багато старовинних будинків Королівського коледжу в історичній частині Абердіну є одними з головних визначних місць.
Зараз в університеті навчаються студенти з 120 країн світу. Абітурієнтам пропонується понад 650 курсів для отримання вищої освіти. Абердінський університет відомий своєю якісною освітою та науково-дослідницькою роботою. Так чи інакше з ним пов'язані пять лауреатів Нобелівської премії.
Абердінський університет входить до числа 150 найкращих університетів світу і має гарну репутацію в галузях природничих і технічних наук та права.

## Історія

### Королівський коледж та Марішал

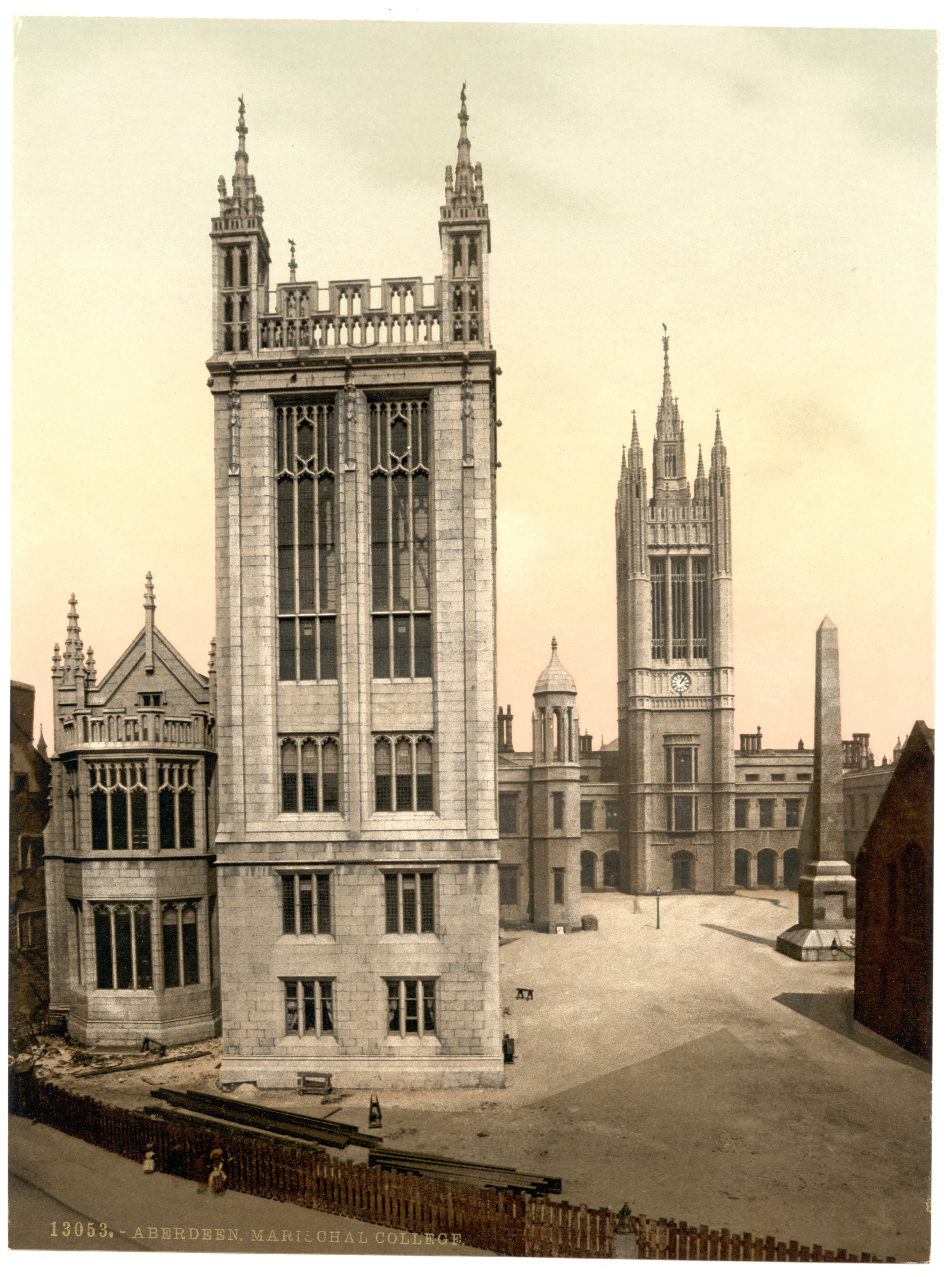
Фасад коледжу Марішал біля 1900 року

Королівський коледж був першим університетом у Абердіні. Його заснував у лютому 1495 році Вільям Елфінстон (William Elphinstone) єпископ Абердіну і тогочасний канцлер Шотландії. Елфінстон склав від імені короля Якова IV прохання до папи Олександра VI. Папа сприйняв це прохання схвально і видав відповідну буллу.
Університет розташовувався біля собору святого Махара і мав власну каплицю Трійці і пресвятої Діви Марії та її різдва освячену у 1509 році. Першим ректором став професор Паризького університету Гектор Бойс (Hector Boece).
Після реформації Королівський коледж втратив свій католицький характер але в іншому мало змінився. Жорж Кейт, п'ятий граф Марішал, був прихильником модернізації освіти і послідовником ідей Петра Рамуса тож в квітні 1593 року він заснував другий університет — коледж Марішал. Для тих часів наявність двох університетів в одному місті була вкрай нетиповою. Можливо на рішення вплинуло заснування сером Александром Фрайзером, який був конкурентом Кейта, коледжу неподалік Фрейзербургу.
Спершу коледж Марішаль з поваги до старшого коледжу запропонував щоб ректор Королівського коледжу брав участь у підборі викладачів для нового навчального закладу. Керівництво Королівського коледжу відкинуло цю пропозицію, що започаткувало тривале суперництво між ним і Марішалем. Хоча обидва навчальні заклади розташовувалися в одному місті, але дуже відрізнялися між собою. Марішаль розташовувався у комерційному центрі Абердіну і був тісно пов'язаний зі щоденним життям міста, наприклад його студентам було дозволено жити поза межами коледжу. Королівський коледж навпаки утворював справжній невеликий анклав у старому місті. Суперництво між коледжами стало традиційним, зазвичай воно виражалося в правовихз суперечках, але часом траплялися і бійки між студентами. Але з часом розбіжності між обома коледжами почали стиратися і з сімнадцятого сторіччя почався процес злиття двох навчальних закладів. Обидва вони зробили значний внесок до шотландського просвітництва. Також обидва коледжі підтримали якобітську справу і після поразки повстання в 1715 році обоє зазнали чисток серед науковців та посадовців.

### Створення Абердінського університету
В 17-19 століттях було здійснено кілька спроб об'єднати два коледжі. Найближче до цієї мети підійшло створення за ініцативою Карла І Каролінського Абердінського університету (Caroline University of Aberdeen). Остаточно це об'єднання було ратифіковане парламентом в 1654 році за Кромвеля. Після Реставрації Карл ІІ скасував дію усіх законів прийнятих за часів міжкоролівства, тож обидва коледжі знову стали незалежними установами. Хоча Каролінський університет проіснував недовго, але саме через його проект та за покровительство Королівському коледжеві Карл І вважається одним з семи засновників Абердінського університету.
Остаточне об'єднання двох абердінських університетів в один сталося 15 вересня 1860 року за Актом про університети (Universities (Scotland) Act) 1858 року. Одночасно в Марішалі було створено нову медичну школу. В законі 1858 року було сказано, що новий університет буде рахуватися серед інших шотландських університетів виходячи з дати заснування Королівського коледжу.
На гербі університету відображено історію його походження — герби засновників та місць розташування. Зверху зліва герб Старого Абердіну, напроти нього по діагоналі знизу-справа спрощена версія трьох замків — символу міста Абердіну. Справа-зверху герб Жоржа Кейта, п'ятого графа Марішала, напроти по діагоналі знизу-зліва герб абердінського єпископа Вільяма Елфінстона.

### Сучасний університет

Сучасний логотип Абердінського університету з гербом

На момент злиття коледжі були приблизно рівними, але наприкінці XIX століття Марішал розвивався значно активніше. Особливо помітною була перебудова його корпусів, що завершилася у 1906 році. Однак з часом ситуація змінилася — викладання медицини перейшло в основному до університетського Форестхілського шпиталю, а викладання природничих та технічних наук у Королівському коледжі було винесене за місто і середньовічні колегії було замінено сучасними кампусами. У старих корпусах коледжу Марішал тепер замість студентів розташувалася міська рада Абердіну.
Замість знищеною бібліотеки Королеви Матері в 2009—2011 роках збудували нову вартістю 57 мільйонів фунтів.
Абердінський університет першим у Шотландії оголосив, що в трирічний термін плата за навчання, для британців нешотландського походження зросте з 1,820 до 9 тісяч фунтів на рік. Це стало відповіддю на зростання вартості навчання в інших частинах Великої Британії.

## Керівництво
Як в інших старовинних університетах Шотландії управління Абердінського університету керується Університетським актом (Universities (Scotland) Acts). Згідно з ним університет керується трьома органами — загальною радою (General Council), що складається зі старших науковців та випускників, радою університету (University Court) що опікується його фінансами та безпосереднім адміністративним керівництвом і нарешті сенатом академії (Academic Senate (Senatus Academicus)), що є найвищим управлінським органом університету.
Відповідно до тричастної структури влади є три головних посадових особи — канцлер, ректор та голова який одночасно віце-канцлер. Номінальним головою університету є канцлер, але зараз це в основному церемоніальна посада. До реформації її традиційно обіймав абердінський єпископ. Зараз канцлер обирається загальними зборами пожиттєво. Ректор очолює раду університету. Він обирається на три роки студентами і має представляти в цій раді їх інтереси. Виконавчі та адміністративні повноваження має голова та віце-канцлер. Голова отримує свої повноваження від сенату академії, а як віцеканцлер він може заміщати канцлера в разі потреби і виконувати його функції, наприклад присвоювати вчені звання.

### Сучасні високопосадовці
Теперішнім канцлером і номінальний очільником університету з 1997 року є Девід Вілсон, Вілсон барон Тілйона (David Wilson, Baron Wilson of Tillyorn), дипломат у відставці та колишній генерал-губернатор Гонг-Конгу. Головним повноваженням канцлера є санкціонування присвоєння наукових ступенів та зайняття посад у загальних зборах університету.
Ректор університету з 1869 року обирається студентами на трирічний термін, він веде засідання ради університету і представляє на ній студентів та їх інтересів. Поточним ректором з 10 листопада 2011 року є Мейтланд Мекі (Maitland Mackie), власник сімейного підприємства Мекі (Mackie). До нього ректором був Стівен Робертсон (Stephen Robertson), місцевий комік та адвокат.
Головою та віце-канцлером університету з першого квітня 2010 року є Ян Даймонд (Ian Diamond). До нього ці посади обіймав професор сер Дункан Райс (Duncan Rice).

## Структура університету
Університет поділяється на три коледжі які в свою чергу діляться на певну кількість шкіл, інститутів чи інших закладів.
| - Бізнесова школа Абердінського університету (University of Aberdeen Business School) - Школа теології, історії та філософії (School of Divinity, History and Philosophy) Відділення теологія та релігійних дисциплін (Department of Divinity and Religious Studies) Відділення історії мистецтв (Department of History of Art) Відділення історії (включно з історією культури) (Department of History) Відділення філософії (Department of Philosophy) - Освітня школа (School of Education) - Школа мови та літератури (School of Language and Literature) Англійське відділення (включно з літературою) (Department of English) Відділення мови та лінгвістики (Department of Language and Linguistics) Відділення фільмів та візуальної культури (Department of Film and Visual Culture) Відділення сучасних мов (включає французький, кельтський, намецький та іспанський напрямки) (Department of Modern Languages) - Школа права Абердінського університету (University of Aberdeen School of Law) - Школа суспільних наук (School of Social Science) Відділення антропології (Department of Anthropology) Відділення політики та міжнародних стосунків (Department of Politics and International Relations) Центр вивчення публічної політики (Centre for the Study of Public Policy) Відділення соціології (Department of Sociology) - Аспірантські програми (Graduate School) Також є кілька дослідницьких центрів та інститутів | Коледж поділяється на чотири академічні школи: - Школа біологічних наук (School of Biological Sciences) - Школа медичних наук (School of Medical Sciences) - Школа медицини Абердінського університету (University of Aberdeen School of Medicine) - Школа психології (School of Psychology) додатково є: - Аспірантська школа (Graduate School) - Інститут прикладних медичних наук (Institute of Applied Health Sciences) - Інститут біологічних наук та довкілля (Institute of Biological and Environmental Sciences) - Інститут медичних наук Institute of Medical Sciences | Коледж поділяється на три академічні школи та багато наукових центрів: - Інженерна школа Електрична та електронна інженерна професійна група (Electrical & Electronic Engineering Professional Group) Хімічна інженерна професійна група (Chemical Engineering Professional Group) Цивільна інженерна професійна група (Civil Engineering Professional Group) Механічна інженерна професійна група (Mechanical Engineering Professional Group) - Школа земленаук (School of Geosciences): Відділення археології (Department of Archaeology) Відділення географії та довкілля (Department of Geography and Environment) Відділення геології на нафтогеології (Department of Geology and Petroleum Geology) Відділення територіального опланування та аграрної геодезії (Department of Spatial Planning and Rural Surveying) Аспірантські програми (Graduate Studies) - Школа природничих та комп'ютерних наук (School of Natural and Computing Sciences): Відділення хімії (Department of Chemistry) Відділення комп'ютерних наук (Department of Computing Science) Відділення математики (Department of Mathematics) Відділення фізики (Department of Physics) - Дослідницький центр коледжу (College Research Centres): Абердінський інститут узбережних наук та управління (Aberdeen Institute for Coastal Science and Management) Інститут енергетичних технологій (Institute of Energy Technologies) Інститут транспорту і сільських досліджень (Institute for Transport and Rural Research) |  |

## Розташування
Первісні будівлі обох старих коледжів, що утворили університет є визначними архітектурними пам'ятками Абердіну. Нові будівля, багато з яких дуже модернового вигляду, зосереджені в кампусі Королівського коледжу, де зараз зосереджене майже усе навчання. Виключеннями є Форестхіл та Хілтон де розташовані факультети медицини та освіти.

### Королівський коледж
Кампус Королівського коледжу має площу близько 35 гектарів навколо історичних корпусів. Він розташований приблизно за три кілометри на північ від центру Абердіну. Там розташовано близько 2/3 університетських споруд.
Історичні корпуси Королівського коледжу утворюють чотирикутник з внутрішнім двором усередині дві сторони якого були перебудовані і розширені бібліотечними крилами. Бібліотечні крила зараз використовуються для проведення виставок та конференцій. Найстаріші будівлі — Коронна башта та Стара каплиця споруджені близько 1500 року.
Першою сучасною будівлею в кампусі був Новий корпус, що неформально зветься Новий Королівський (New King's), споруджений в стилі що наслідував старі корпуси.
Бібліотека королеви матері досі є головною університетською бібліотекою, а також однією з найвизначніших споруд кампусу. В цьому модерновому п'ятиповерховому будинку зберігається біля мільйона книжок. У квітні 2006 року було оголошено про будівництво нової бібліотеки вартістю 58 мільйонів фунтів за проектом данської архітектурної контори Schmidt hammer lassen. У 2011 році це будівництво завершилося. В новій бібліотеці крім усього іншого розміщено історичну колекцію в майже чверть мільйона манускриптів, цінних та рідкісних книжок зібраних в університеті за його п'ятсот років.

### Коледж Марішал
Коледж Марішаль займає величну неоготичну будівлю споруджену в 1836—1841 і значно розширену через кілька років. Додаткові будівлі були відкриті Едвардом VII у 1906 році і разом зі старим корпусом утворили один з найкращих неоготичних ансамблів у Великій Британії. Архітектором був Александо Маршал Макензі (Alexander Marshall Mackenzie) уродженець Абердіну. Для свого творіння він обрав місцевий матеріал — білий граніт. Башта Мітчела названа на честь благодійника — доктора Чарльза Мітчела (Dr Charles Mitchell) який надав університету прекрасний випускний зал. Башту відкрили в 1895 році на святкування чотирьохсотріччя університету. Раніше внутрішній двір був оточений будівлями з трьох боків, а зараз вони складають чотирикутник.
Зараз старі корпуси займає міська рада Абердіну і лише північне крило залишилося за університетом. Там розташовані музей Марішал (Marischal Museum) та зала Мітчел Хол (Mitchell Hall), що використовується для випусків та інших академічних церемоній.

### Форестхіл
Форестхіл це комплекс до якого входять медична школа, бібліотека та кілька інших будівель у Вест Енді Абердіну. Форестхіл став належати університетові після того як сюди у 1938 році перемістилася Медична школа і утворився сучасний навчальний комплекс навколо Королівської лікарні Абердіну. 41 гектар території поділено між університетом і Grampian University Hospital NHS Trust.

### Хілтон
Хілтон утворився внаслідок злиття абердінського кампусу та Північного коледжу (Northern College) в грудні 2001 року. Там тимчасово розташовувався факультет освіти (Faculty of Education). Хілтон розташований менше як за милю від кампусу Королівського коледжу. Увесь навчальний процес зараз перенесено з Хілтона до Королівського коледжу.

## Студентство
В 2009/2010 навчальному році в університеті вчилося близько 14 тисяч студентів і коло 3900 людей навчалися на післядипломних програмах. Серед студентів були представники 120 країн з яких 46 % чоловіки, 56 жінки, причому 19 % це дорослі люди (не вчорашні випускники). В університеті було понад 590 різних навчальних курсів для студентів і більше 110 для післядипломної освіти.